# Fairlie (Écosse)
Ne pas confondre avec Fairlie, une ville de Nouvelle-Zélande.
Fairlie est un village du North Ayrshire, sur la côte ouest de l'Écosse.

## Localisation
Fairlie se trouve sur la rive est du Firth of Clyde et donne sur l'île d'Arran et les Cumbrae.
Il ne s'agit plus aujourd'hui que d'un village-dortoir de banlieue. Selon le recensement de 2001, Fairlie comptait 1 510 habitants.

## Urbanisme

### Voies de communication et transports
Le quai de Fairlie assurait des liaisons avec les services de ferry sur le Clyde et la ligne de Largs. Il a été fermé après une dernière traversée en septembre 1971. L'autre gare ferroviaire du village existe toujours et dessert la ligne côtière du comté de l'Ayrshire.

### Base du Ministère de la défense et autres installations
L'installation de recherche sur les sonars actifs ASDIC de la Royal Navy a quitté Portland pour Fairlie en novembre 1940 et reprit le chantier naval Fife & Son. Elle développe en 1941 le « mortier Fairlie » qui ne connut pas un grand succès mais évolua vers le mortier anti sous-marin Squid. Un dépôt de barrages anti-sous-marins subsista après la guerre.
La centrale nucléaire de Hunterston B, le terminal de navigation en haute mer de Hunterston et une base de l'OTAN ont été construits le long du littoral, et ont modifié l'aspect du village.

## Histoire
D'après d'anciens documents, Fairlie se serait développé comme un village de pêcheurs, bénéficiant d'un mouillage abrité et bien achalandé, pleinement exploité au XVIe siècle. Le tissage a également contribué à la prospérité du village, avec la demande croissante de châles à motif cachemire.
Une route à péage fut construite entre Greenock et Stranraer au XVIIIe siècle, et les marchands et les capitaines au long cours commencèrent à s'installer à Fairlie. Le chenal entre Fairlie et Grand Cumbrae était un mouillage populaire pour la marine marchande, principalement pour éviter les dangers des embarcations de forçats à Greenock et les douanes à Fairlie.
C'est à la fin du XVIIIe siècle que John Fyfe, originaire de la ville proche de Kilbirnie, s'installe comme artisan charron à Fairlie. Son fils William (1785-1865) fonde le chantier naval Fife & Son à Fairlie en 1803, auquel son petit-fils, William Fife III (1857-1944), apporte une renommée internationale en tant que concepteur et constructeur prolifique de voiliers.